# Naubolus sawayai
Naubolus sawayai är en spindelart som beskrevs av Soares, Camargo 1948. Naubolus sawayai ingår i släktet Naubolus och familjen hoppspindlar. Inga underarter finns listade i Catalogue of Life.